# Procopius affinis
Procopius affinis is een spinnensoort uit de familie van de loopspinnen (Corinnidae).
De wetenschappelijke naam van de soort werd in 1946 gepubliceerd door Roger de Lessert.